# ۱۸۶ (عدد)
۱۸۶(صد و هشتاد و شش) یک عدد طبیعی است که بعد از ۱۸۵ و قبل از ۱۸۷ قرار دارد.